# ادی آبل
ادی آبل (انگلیسی: Eddie Abel; ۳ دسامبر ۱۹۳۱ – ۱۹ آوریل ۲۰۲۱) شیمی‌دان اهل بریتانیا بود. وی بین سال های ۱۹۹۶ تا ۱۹۹۸ رئیس انجمن سلطنتی شیمی بریتانیا بود.